# La Traca

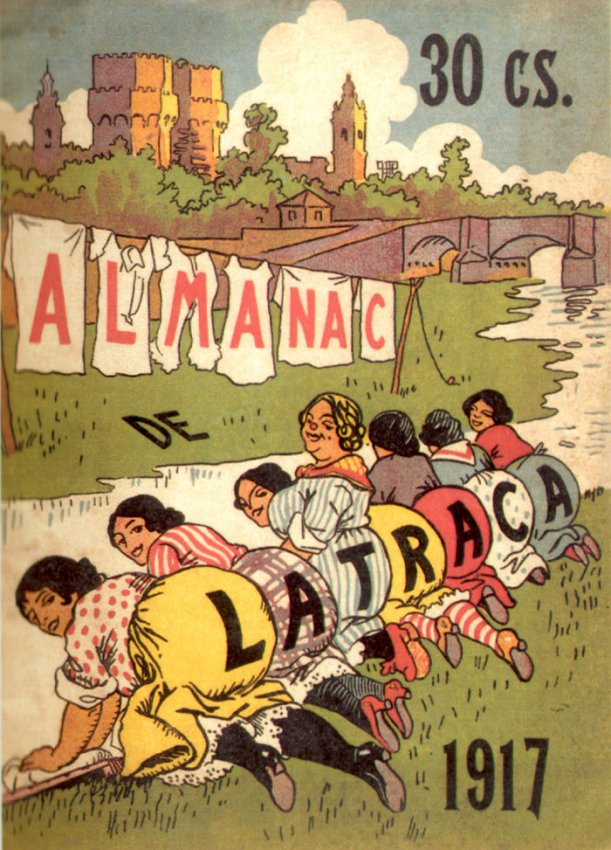
Portada del almanaque de La Traca publicado en diciembre de 1916.

La Traca fue una revista satírica creada en la ciudad de Valencia (España) en 1884 y capitaneada por el periodista Vicent Miquel Carceller. A lo largo de su historia ha tenido diversa periodicidad, interrumpida varias veces por la censura tanto durante el reinado de Alfonso XIII como durante la dictadura de Primo de Rivera y la II República. Fue publicada tanto en valenciano como en castellano.

## Primera etapa: siglo XIX
En su primera etapa, La Traca fue una revista en valenciano de humor satírico y toque costumbrista, en el estilo de los sainetes de la Valencia de finales del siglo XIX y principios del XX. Se publicaba con el subtítulo "revista pa la chent de tro". Estaba dirigida por Manuel Lluch i Soler y consiguió publicar 40 números, con unas tiradas de hasta 12 000 ejemplares a pesar de sufrir hasta siete suspensiones. La definitiva fue la de marzo de 1887, que acabó con el director en la cárcel. Sin embargo, aunque con periodicidad incierta, todavía se publicó durante el periodo que va de 1888 hasta finales de 1889. Tras el cierre hubo dos intentos de resucitar la revista: se creó así La Nueva Traca en 1894, de escaso éxito (39 números) y en 1909 La Traca Nova. Fue en esta etapa cuando Miquel Carceller empezó a colaborar con la publicación.

## Segunda etapa: reinado de Alfonso XIII
La segunda etapa de la revista, otra vez con su nombre original, fue la que la llevaría a la fama, en buen parte gracias a su alma máter, Vicent Miquel Carceller. El periodista valenciano reabrió la revista en diciembre de 1911 con un humor mucho más político. Prueba de ello es que Carceller terminó preso en 1912 por una caricatura contra el rey Alfonso XIII. Entre 1910 y 1920, La Traca fue una revista popular de humor sicalíptico que hoy en día podría incluso considerarse machista. Escrita con un lenguaje pobre a medio camino entre el castellano y el valenciano, un blanco frecuente de sus críticas eran los "coents" o aquellos valenciano-hablantes que en el ámbito público hablaban español por considerarlo de mayor estatus social.
Con la llegada de la dictadura de Primo de Rivera, en 1924 se suspendió la publicación de La Traca, y apareció una nueva revista: La Sombra "semanari festiu y literari", que no dejaba de ser la misma publicación con distinto nombre, para burlar la censura. Ochenta y siete números más tarde, en 1926, el semanario volvía a cambiar su nombre por el de La Chala, revista que ya no fue cerrada. El nombre no era nuevo, puesto que en el pasado se habían publicado dos Chalas: una revista fallera ligada a la Falla de Na Jordana en 1891, y un intento de revista satírica publicada por Cristóbal Monzó en 1908.

## Tercera etapa: República y Guerra Civil
En la tercera etapa, la republicana, Carceller recuperó La Traca, en lengua castellana, animado por el éxito de La Chala, revista que seguía publicándose, en valenciano. En su exitosísimo primer número, La Traca consiguió vender más de 500 000 ejemplares. Su humor se hizo cruento y, sobre todo, más político, alineándose con el Frente Popular. La revista destacaba por su anticlericalismo, especialmente al estallar la Guerra Civil (una de sus secciones será "¿Qué haría usted con la gente de sotana?" en la que se invitaba a los lectores a enviar soflamas anticlericales).

El anticlericalismo más visceral y procaz se encontraba en semanarios humorísticos como Fray Lazo y La Traca (...) Estos semanarios respondían a los cánones que, para el género, habían sido ya fijados desde el siglo XIX. El fraile trabucaire de las guerras carlistas seguía armado del más variado arsenal para, llegado el momento, atentar contra la República. El cura continuaba siendo la representación máxima del oscurantismo, la reacción ideológica y el atraso intelectual. Pero, ante todo y sobre todo, el clero era presentado como el máximo infractor de todas las reglas morales, y hasta de las normas de urbanidad. (...) De los rasgos que componían el retrato del clero católico, si había acusaciones que se repetían con mayor asiduidad eran las relativas a su tendencia a recurrir a soluciones violentas para enmendar las situaciones que no le agradaban y las referentes a su incontenible e incontenida lujuria. (...) La Traca constituía, en realidad, una sucesión interminable de dibujos picantes de clérigos toscos en perpetua persecución y fácil disfrute de mujeres -monjas, sobre todo- de formas rotundas y escasa vestimenta, dibujos reforzados por leyendas y composiciones literarias de tono más subido aún si cabe. (...) Éste [retrato] se completaba mostrando a la Iglesia en íntima unión con la monarquía, con la burguesía o con el ejército. Presentado el clero y el resto de los «enemigos del pueblo» con rasgos tan amenazadores y corruptos, cualquier tipo de componenda era rechazada de plano por estos semanarios...

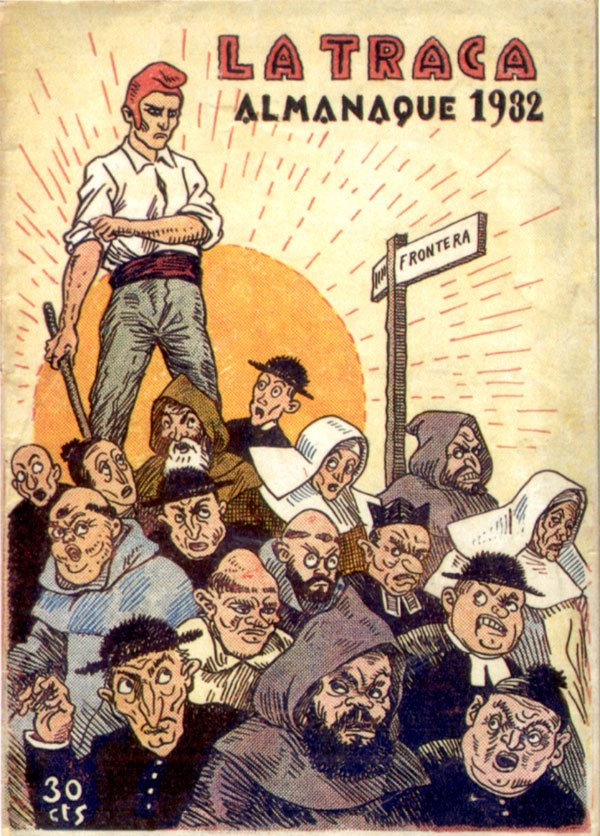
Almanaque de La Traca.1932. Es notorio su anticlericalismo

La revista desapareció en 1938 y, tras la entrada de las fuerzas franquistas en Valencia, Carceller fue ejecutado junto con su colaborador, el dibujante Carlos Gómez Carrera. Otro de los condenados en el mismo proceso fue el dibujante José María Carnicero.
Tras la guerra, el nombre de «La traca» fue recuperado por el suplemento satírico en valenciano de la revista fallera Pensat i Fet, que duraría hasta 1970. Ha habido históricamente numerosas revistas falleras o vinculadas a fallas, con el mismo nombre o similar, que nada tienen que ver con esta. Un ejemplo de publicación diferente pero con el mismo nombre lo encontramos en abril de 2008 cuando aparece una nueva cabecera, escrita en español, con el subtítulo de «Revista de fiestas de la Comunidad Valenciana».